# Francisco Guerreiro
Jorge Francisco Alves Vicente de Sousa Guerreiro (Santiago do Cacém, 12 settembre 1984) è un politico portoghese, eurodeputato del partito Persone-Animali-Natura (PAN) dal 2019. Guerreiro è da allora un membro della IX legislatura del Parlamento europeo come parte del gruppo Verdi/ALE.

## Biografia
Francisco Guerreiro è nato il 12 settembre 1984 a Santiago do Cacém e prima è cresciuto in un orfanotrofio prima di essere adottato all'età di 3 anni e vissuto a Lisbona. All'età di 12 anni, si è trasferito con la sua famiglia a Coimbra, dove ha studiato comunicazioni dopo la sua formazione presso l'Instituto Superior de Educação. Successivamente, Guerreiro ha lavorato come ricercatore di mercato e fino al 2014 come project manager per la Commissione europea.
Nel 2015, il partito PAN è entrato a far parte del parlamento portoghese con un membro del Parlamento, André Silva. Da allora Guerreiro ha lavorato come ricercatore per Silva, in particolare, ha accompagnato e lo ha sostenuto nei comitati per l'ambiente, pianificazione, il decentramento e governo locale e gli alloggi.
Nel 2018, il suo partito ha collocato Guerreiro nella lista n. 1 per le elezioni europee del 2019 in Portogallo. Con il 5,08%, il partito ha vinto il suo primo mandato alle elezioni europee, Guerreiro è entrato nel Parlamento europeo. Si è unito ai Verdi / ALE. Durante la campagna elettorale aveva rappresentato principalmente classica visione verde: ha richiesto un maggiore impegno dell'UE a combattere i cambiamenti climatici, anche attraverso il proprio Vice Presidente o il Vice-Presidente della Commissione europea sul tema. Ha anche chiesto un maggiore impegno per una transizione energetica a livello europeo. In termini di politica migratoria, ha chiesto un'equa distribuzione dei migranti a tutti gli Stati membri dell'UE.
Francisco Guerreiro è vegano, e vive con sua moglie e due bambini a Cascais. Anche dopo essersi trasferito al Parlamento europeo, ha in programma di fare il pendolare regolarmente tra Bruxelles e Cascais.